# Калавино
Калавино (итал. Calavino) је насеље у Италији у округу Тренто, региону Трентино-Јужни Тирол.
Према процени из 2011. у насељу је живело 824 становника. Насеље се налази на надморској висини од 403 м.

## Становништво
| 1931. | 1936. | 1951. | 1961. | 1971. | 1981. | 1991. | 2001. | 2011. |
| ----- | ----- | ----- | ----- | ----- | ----- | ----- | ----- | ----- |
| 1.351 | 1.302 | 1.236 | 1.176 | 1.090 | 1.085 | 1.177 | 1.226 | 1.481 |